# Weihrauch HW 37
Der Weihrauch HW 37 ist ein Schreckschussrevolver von Weihrauch & Weihrauch.

## Beschreibung
Der Weihrauch HW 37 wurde dem Revolver Arminius HW 22 der Hermann Weihrauch Revolver GmbH nachempfunden.

### Aufbau
Der Schreckschussrevolver Weihrauch HW 37 (PTB-Nummer 547, 779 und 887) ist ein Trommelrevolver mit seitlich ausschwenkbarer Trommel und einem kurzen Lauf. Der Rahmen entspricht von den Abmessungen her dem J-frame von Smith & Wesson, was es ermöglicht, Griffschalen und Holster dieser Modelle zu verwenden. Das Griffstück des HW 37 besteht aus Zinkdruckguss. Nahezu alle wichtigen Funktionsteile sind beim HW 37 jedoch aus Stahl gefertigt, unter anderem die Trommel, der Abzug, der Hahn, der Schlagbolzen, der Ausstoßer, einzig der Schwenkarm ist aus Zinkdruckguss.
Der HW 37 verfügt über einen sehr leichtgängigen Double-Action-Abzug, der Hahn kann wahlweise für Single-Action vorgespannt werden. Durch eine Fallsicherung wird verhindert, dass der Hahn auf den Schlagbolzen treffen kann, wenn die Waffe herunterfällt.
Die zwei verschiedenen Ausführungen brüniert und Stainless-Look (bis 2020), sind jeweils wahlweise mit Kunststoff- oder Echtholzgriffschalen erhältlich. Wie auch das Vorbild HW 22 trägt der HW 37 unter dem Schieber zur Trommelentriegelung den Arminius-Schriftzug. Der HW 37 wird mit einem Abschussbecher für 15 mm Signalmunition sowie einem Einsatz zum Schutz des Gewindes (M10 × 1,5) im Lauf ausgeliefert.

### Varianten
Das Modell HW 37S (PTB-Nummern 785 und 907) ist als Startrevolver für Sportveranstaltungen konzipiert und nur in der brünierten Version erhältlich. Der HW 37S unterscheidet sich vom HW 37 baulich nur durch den vorne geschlossenen Lauf. Aufgrund seiner Konstruktion ist der HW 37S nicht für die Verwendung von Reizstoffmunition zugelassen, Signalmunition kann mit dem HW 37S ebenfalls nicht verschossen werden.